# Конгенс-Люнгбю
Конгенс-Люнгбю ([ˈkʰʌŋŋ̍s ˈløŋˌpyˀ], по-датски «Город королевского вереска»; короткая форма Lyngby) — центр коммуны Люнгбю-Торбек, пригорода Копенгагена. В Конгенс Люнгбю расположены офисы COWI A/S, Bang & Olufsen, ICEpower a/s и Microsoft, Технический университет Дании, станция S-Bahn.

## История

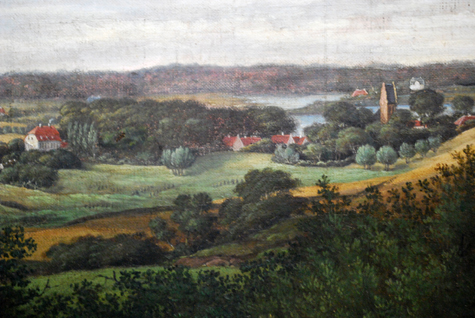
Конгенс-Люнгбю в ок. 1820 г., слева виден Белый особняк.

Название Конгенс-Люнгбю впервые упоминается в 1348 году. В то время большая часть Северной Зеландии принадлежала католической церкви (представленной собором Роскилле, а название Конгенс-Люнгбю впервые упоминается в 1348 году. В то время большая часть Северной Зеландии принадлежала католической церкви (представленной собором Роскилле, а имя Люнгбю ассоциировалось с несколькими местами. Магазин Lyngby принадлежал церкви Арресё. «Наш» Люнгбю, напротив, был землей короны. Поэтому, возможно, это название появилось для того, чтобы отличить его от этих других мест. Люнгбю ассоциировалось с несколькими местами. Магазин Lyngby принадлежал церкви Арресё. «Наш» Люнгбю, напротив, был землей короны. Поэтому, возможно, это название появилось для того, чтобы отличить его от этих других мест.
Первоначальная деревня Люнгбю теперь известна как Бондебьен. Конгенс-Люнгбю также был местом расположения водяной мельницы Люнгбю, которая впервые упоминается в 1492 году, но, вероятно, на несколько сотен лет старше.
Королевская дорога, Люнгбю Конгевей, была проложена в 1584 году, чтобы обеспечить легкое сообщение между Копенгагеном и новым замком Фредериксборг Фредерика, откуда она позже была расширена до Фреденсборга и Хельсингёра. Это была первая из ряда королевских дорог, созданных Фридрихом II и его преемником Кристианом IV.
В XVIII веке все больше загородных домов строилось в этом районе государственными служащими и купцами из Копенгагена. Конгенс-Люнгбю не имел рыночных прав, но превратился в местный сервисный центр с растущим числом мастеров и торговцев.
Северная линия пришла к Люнгбю в 1863 году и была продлена до Хельсингёра в 1864 году. Это позволило гражданам Копенгагена постоянно селиться в этом районе. В этом районе открылось несколько фабрик, в том числе фабрика по производству штор Кристиана Хассельбалька в 1892 году, которая позже стала крупнейшим работодателем города.
В 1930-х годах Конгенс-Люнгбю превратился в современный пригород. Северная линия была преобразована в линию S-Bahn с большим количеством станций, и Конгенс-Люнгбю постепенно слился с соседними поселениями.

## Известные жители

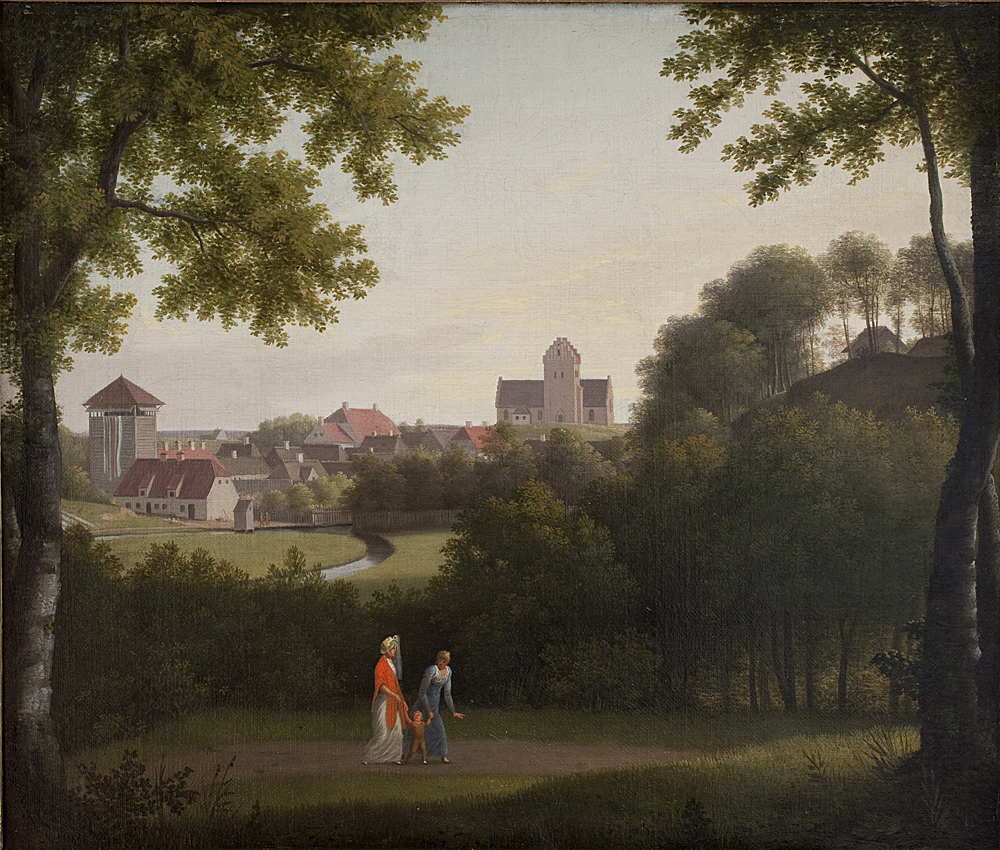
Сцена из Конгенс-Люнгбю, 1810 г., картина Кристофера Вильгельма Экерсберга.

### Общественные деятели
- Вильгельм Теодор Вальтер (1819—1892), архитектор и строительный инспектор.
- Ингрид Йесперсен (1867—1938), педагог и директор школы.
- Финн Тизен (1941 г.р.), лингвист и переводчик
- Карстен Кох (1945 г.р.), бывший министр иностранных дел и министр
- Лиз-Лотте Ребель (1951 г.р.), епископ и первая женщина-епископ Датской церкви
- Мэдс Тофте (1959 г.р.), ученый-компьютерщик
- Даниэль Тофт Якобсен (1978 г.р.), MF

### Искусство
- Элиза Мари Торнам (1857—1901), художник-пейзажист и ботанический иллюстратор.
- Ольга Вагнер (1873—1963), живописец и скульптор.
- Дагмар Фройхен-Гейл (1907—1991), иллюстратор, автор и редактор.
- Каспер Хейберг (1928—1984), художник и скульптор.
- Нина Пенс Роде (1929—1992), актриса
- Ханс Абрахамсен (1952 г.р.), композитор
- Ларс фон Триер (1956 г.р.), кинорежиссёр и сценарист
- Сёс Фенгер (1961 г.р.), музыкант

### Спортивный
- Софус Роуз (1894—1974), бегун на длинные дистанции.
- Марго Берентцен (1907—1983), фехтовальщица.
- Эрлинг Стюер Лауридсен (1916—2012), борец
- Йохан Рунге (1924—2005), тяжелоатлет
- Хельге Хансен (1925—2008), велосипедистка
- Иб Ларсен (1945 г.р.), гребец
- Хенрик Ларсен (1966 г.р.), футболист и футбольный менеджер
- Фредерик Нильсен (1983 г.р.), теннисист
- Набиль Аслам (1984 г.р.), футболист
- Жанетт Оттесен (1987 г.р.), пловец
- Май Грейдж (1992 г.р.), теннисистка
- Джейкоб Бруун Ларсен (1998 г.р.), футболист
- Кристиан Расмуссен (2003 г.р.), футболист